# 27709 Orenburg
27709 Orenburg (1988 CU3) là một tiểu hành tinh vành đai chính được phát hiện ngày 13 tháng 2 năm 1988 bởi E. W. Elst ở Đài thiên văn Nam Âu. Nó được đặt theo tên the Russian city thuộc Orenburg. 